# 下山站 (高知縣)

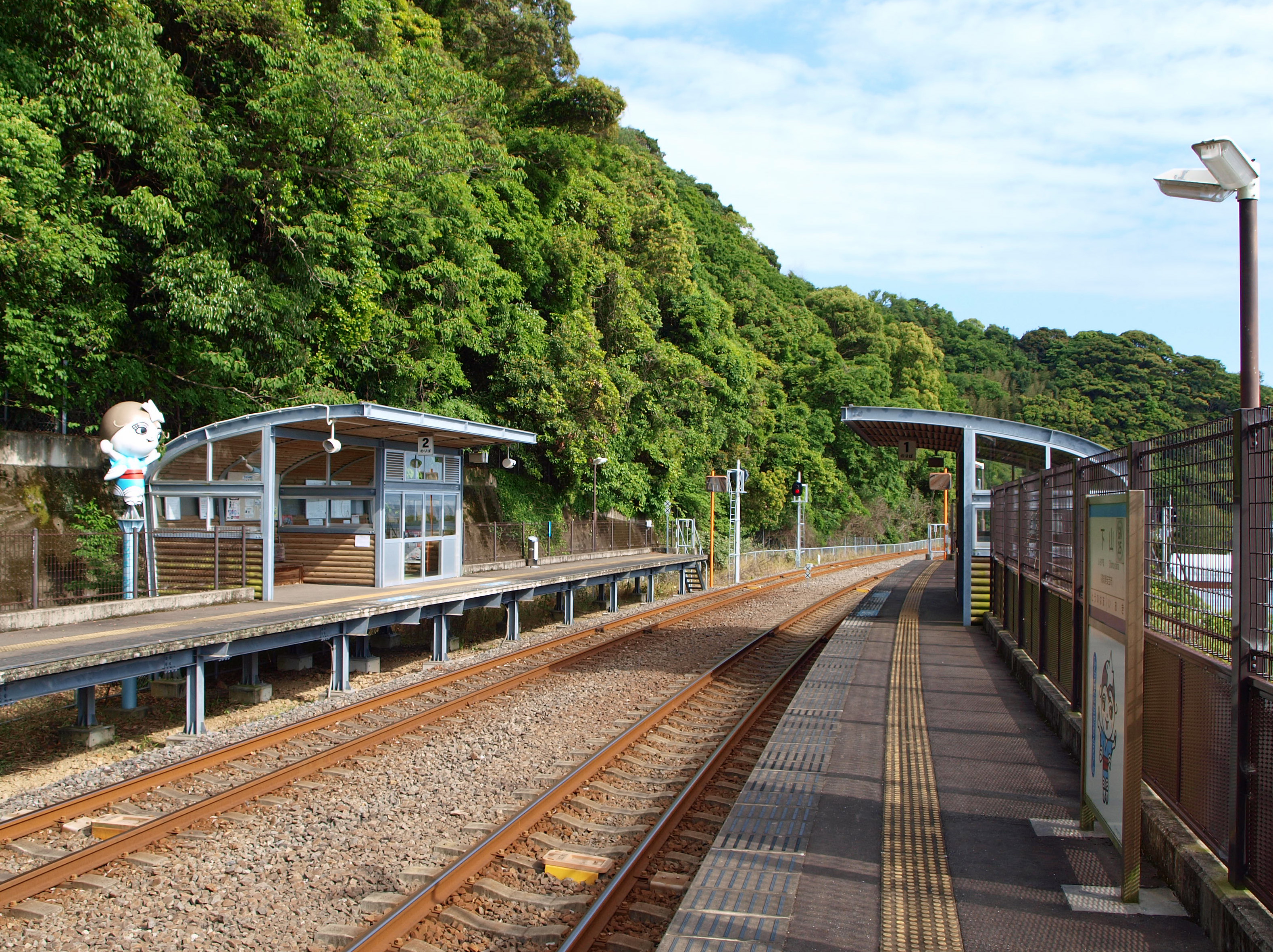
2號月台旁設有「下山 千鳥醬」吉祥物

下山站（日语：／ Shimoyama eki */?）是位於高知縣安藝市下山，是土佐黑潮鐵道的後免·奈半利線車站。車站編號為GN25。路軌大致與國道55號並行，但鐵道線路卻比國道貼近山邊，因而其月台成為了安藝市的津波指定避難點。

## 車站構造
車站建於路堤上，採用簡易車站模式運作，不設有站房，但與伊尾木站及球場前站的情況一樣，於車站入口附近的空地上興建洗手間、休憇亭及其他配套設施，作為仮設簡易式站房的功能。全部皆設於樓梯的左邊。
由於車站位於山邊，因此月台與車站出入口之間設有樓梯。有別於大部份的車站，本站由路面至路堤層段的樓梯是以預造磚塊和水泥所造，跨過旁邊的農地，並採用低斜道式的樓梯設計。樓梯板以方形石塊舖成，四周舖上碎石，兩邊加上欄竿。

### 月台
設有2面2線的側式月台。1號月台為上下行主本線，2號月台為上下行副本線同時為一線通過結構中的通過線。兩個月台長度均為約40米，有效長度為2輛。現時設定所有列車均採用左側進站，固此1號月台為下行月台、2號月台為上行月台。兩個月台均設有標準式的候車亭，包括了半分附設趟門候車室、以及另外半分採用開放式有蓋候車亭。
與和食站的設計一樣，上、下行的月台有各自的進入方式，往後免方向的1號月台，到達路堤層時繼續沿右邊另一條樓梯直上便可；但往奈半利的2號月台，則需要穿過路堤下的行人隧道，至到達路堤的另一端後才沿另一條樓梯前往。而在隧道入口的頂部，同樣也放置了指示乘車月台的電子告示板。
| 月台 | 路線           | 上下行 | 方向                                  |
| ---- | -------------- | ------ | ------------------------------------- |
| 1    | ■後免·奈半利線 | 下行   | 安藝、後免、經■JR土讚線直通至高知方向 |
| 2    | ■後免·奈半利線 | 上行   | 奈半利方向                            |

### 吉祥物
為一名稱為「下山 千鳥醬」、穿和服的女生，所表達的是由安藝市出身的作曲家弘田龍太郎作曲的童謠「濱千鳥」。因此她穿上了藍色的浴衣，頭上也有一隻鳥作頭飾。
吉祥物的塑像設置於2號月台候車亭旁。

## 歷史
- 2002年7月1日：車站啟用[2][3]。

## 使用狀況
車站四邊皆為溫室群等農地，即使是近岸邊的房屋，亦多為倉庫或已荒廢的住宅。真正仍有居民居住的甚少。而相對較多民居集落則位於西北方約300米、安藝市立下立小學一帶。
由於安藝市役所網頁及安藝市統計書均沒有列出車站的使用人數。根據國土交通省「國土數值情報」，以下為1日平均上下車人次：
| 乘降人員推算 | 乘降人員推算     |
| 年度         | 1日平均 乘降人次 |
| ------------ | ---------------- |
| 2011         | 16               |
| 2012         | 20               |
| 2013         | 21               |
| 2014         | 17               |
| 2015         | 15               |
| 2016         | 19               |
| 2017         | 16               |
| 2018         | 16               |
| 2019         | 16               |
| 2020         | 10               |
| 2021         | 11               |
| 2022         | 14               |

## 相鄰車站
土佐黑潮鐵道
■後免·伊半利線
■快速A、■快速B、■普通
伊尾木（GN26）－下山（GN25）－唐濱（GN24）

## 外部連結
- 土佐黑潮鐵道下山站
- GotoGotoWeb 下山站介紹